# Eugenio Beltrami
Eugenio Beltrami (Cremona, 16 de novembro de 1835 — Roma, 18 de fevereiro de 1900) foi um matemático italiano.
Foi aluno de Enrico Betti, Francesco Brioschi e Luigi Cremona. Formado em engenharia ferroviária pela Universidade de Pavia, em 1856.